# 新京橋出口
新京橋出口（しんきょうばしでぐち）は、東京都中央区にあった東京高速道路のインターチェンジである。汐留JCT方面からの出口のみ設置されていた。
ほぼ同じ場所に東銀座出口（京橋JCT方面からの出口）が設置されている。

## 接続する道路
- 中央区道第440号線[1]
- 昭和通り下り
- 中央区道第605号線[2]（銀座桜通り）

## 周辺
- ホテル西洋銀座
- 銀座一丁目駅
- 京橋駅
- 宝町駅

## 隣
(D8)東京高速道路
(3)西銀座入口 - (4)新京橋出口 - (5)東銀座出口